# Mario Vietri
Mario Vietri (Montoro Inferiore, 29 gennaio 1962) è un militare italiano decorato con Medaglia d'oro al valor civile.